# Petrus en Pauluskerk (Den Helder)
De Petrus-en-Pauluskerk is een kerkgebouw in het Noord-Hollandse Den Helder. Het is de belangrijkste rooms-katholieke kerk van Den Helder. Het door Waterstaatsopzichter Hermanus Hendrik Dansdorp ontworpen gebouw staat aan de Kerkgracht en werd ingewijd in 1840. De toren stamt uit 1844. Daarmee is het de oudste ingewijde kerk in het bisdom Haarlem. Na de sluiting van de Onze-Lieve-Vrouw-Onbevlekt-Ontvangenkerk (1990) is dit de enige katholieke kerk binnen de linie. 

## Voorgeschiedenis
De katholieke parochie van Den Helder maakte voor 1840 gebruik van een klein kerkgebouw aan de Langestraat, in de Oude Helder (het in '44 verwoeste historisch centrum van Den Helder). Deze kerk was gebouwd als schuilkerk en had een onopvallend uiterlijk. Ondanks verbouwingen begin 19e eeuw was deze kerk te klein voor de groeiende parochie, zodat men besloot een nieuwe kerk te bouwen. Omdat de stad zich richting de havens in het oosten uitbreidde, werd besloten het nieuwe godshuis ten oosten van de Oude Helder op te trekken, aan het Jaagpad, een straat die tegenwoordig Kerkgracht heet. 
In 1839 werd begonnen met de bouw van de kerk, een waterstaatskerk. In 1840 kon de Petrus-en-Pauluskerk al worden gewijd. In 1844 werd het torentje voltooid. De stijl is neoclassicistisch. In het interieur vallen de ronde zuilen en het tonggewelf op. Op de voorgevel is een medaillon bevestigd dat twee gekruiste sleutels verbeeldt, een symbool voor de band met Rome.

## Patroonheilige
De kerk is gewijd aan Petrus en Paulus. Dat is opvallend, want de oorspronkelijke parochiekerk in de Oude Helder was nog gewijd aan Sint-Nicolaas. Vermoedelijk werd voor andere patroonheiligen gekozen om zo het verschil met de oud-katholieken in Den Helder, die hun kerk ook naar Sint-Nicolaas noemde, duidelijk te maken. Omdat de oud-katholieken in Den Helder relatief veel aanhang hadden was het voor de rooms-katholieken zaak zich nadrukkelijk te profileren. 

## Klokkentoren
Bovenaan de kerk prijkt een klokkentorentje met een mechanisch torenuurwerk van Eijsbouts uit 1927. 

## Rijksmonument
Sinds 1975 staat de kerk als rijksmonument ingeschreven in het monumentenregister. 

## Orgel
In de kerk staat een orgel die is gemaakt in 1979 door Jos H. Vermeulen.

## Foto's

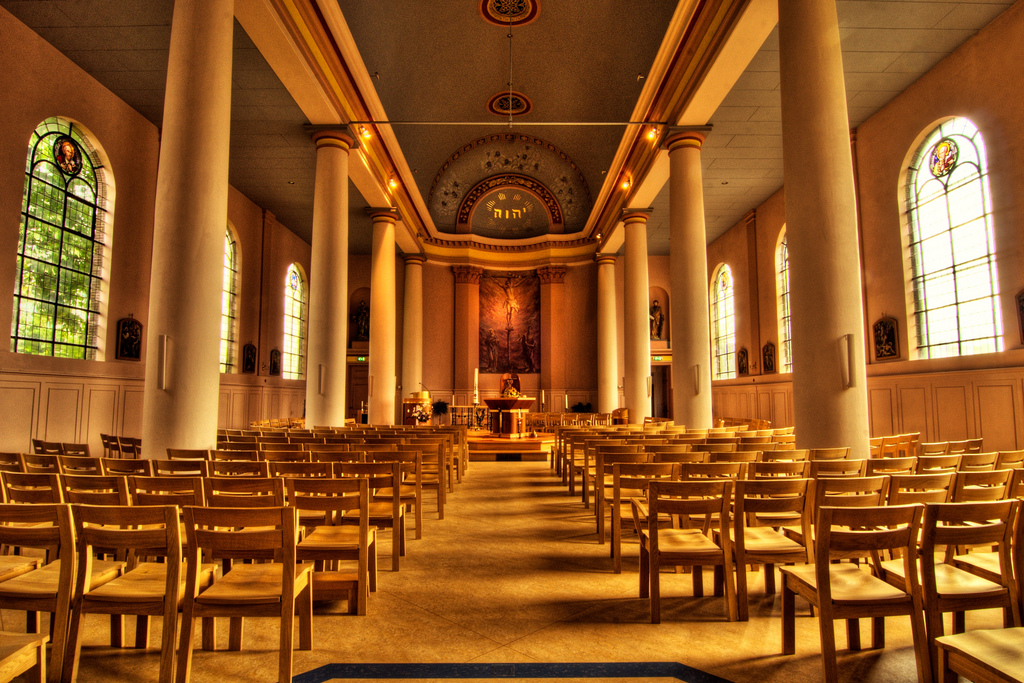
Interieur
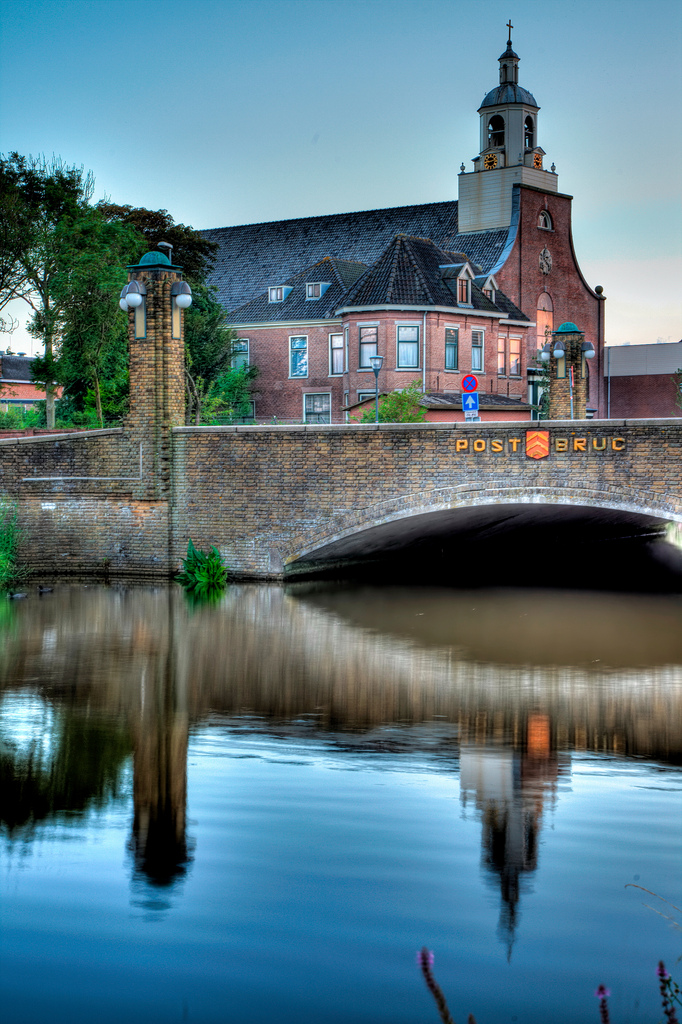
Kerk met op de voorgrond de Postbrug